# Hipodrom Lublana
Hipodrom Ljubljana albo Hipodrom Stožice – tor wyścigów konnych znajdujący się w stolicy Słowenii, który jest największym obiektem tego typu w kraju. Został zbudowany w 1957 roku około 3 km od centrum Lublany.

## Wydarzenia
- W 1996, papież Jan Paweł II odprawił na hipodromie mszę św. przed 150000 osób, co jest największym zgromadzeniem w Słowenii do tej pory.
- W 1997, Michael Jackson miał dać koncert w ramach HIStory World Tour, jednak został odwołany[2].
- W 2009, The Killers wystąpili przed 30000 ludzi, jako część trasy Day & Age Tour.
- W 2009, Madonna miała dać występ w ramach Sticky & Sweet Tour, ale został odwołany. W słoweńskich mediach pojawiła się informacja, że sprzedano tylko 7000 z 63000 biletów[3].